# Ivanivka, Mejova
Ivanivka (în ucraineană Іванівка) este o comună în raionul Mejova, regiunea Dnipropetrovsk, Ucraina, formată numai din satul de reședință.

## Demografie
Componența lingvistică a satului Ivanivka
     Ucraineană (95,98%)
     Rusă (3,81%)
     Alte limbi (0,07%)
Conform recensământului din 2001, majoritatea populației satului Ivanivka era vorbitoare de ucraineană (95,98%), existând în minoritate și vorbitori de rusă (3,81%).